# Hardcore punk
Hardcore punk (uzual numit simplu hardcore) este un gen al muzicii punk rock din subcultura punk, apărut în America de Nord, mai ales în suburbiile Washington DC la sfârșitul anilor 1970. Hardcore punk este mai agresiv și mai rapid decât punk rockul obișnuit. Trupe importante de hardcore punk au fost Black Flag, Minor Threat, Bad Brains, Dead Kennedys și Bad Religion.
Deși genul muzical a început în occident, în țările vorbitoare de limba engleza, au existat scene underground notabile în Italia și Japonia.

## Influențe asupra altor genuri

### Emo și Post-Hardcore
Sfârșitul anilor 1980 a văzut dezvoltarea post-hardcore, stilul hardcore fiind dus într-o direcție mai complexă și mai dinamică, cu un accent mai mare pe cântăreț decât pe screaming. Stilul post-hardcore a luat formă în Washington D.C., în cadrul comunității de trupe în Dischord Records a lui Ian MacKaye, cu formații ca Fugazi, Nation of Ulysses, și Jawbox.
Originile similare ale emo-ului datează de asemenea de la sfârșitul anilor 80' în Washington D.C.. Fanul Minor Threat Guy Picciotto a format Rites of Spring în 1984, rupându-se de granițele auto-impuse ale hardcore-ului în favoarea chitarelor melodice, ritmurilor variate și profund personale, versurilor pline de pasiune care conțin sentimente de nostalgie, amărăciune romantică și disperare poetică. Alte trupe D.C., cum ar fi Gray Matter, Beefeater, Fire Party, Dag Nasty, au devenit, de asemenea, conectate la această mișcare. Stilul a fost supranumit "emo" sau "EMO -core ".

### Metalcore
Metalcore-ul este alt gen de fuziune având ca bază metalul, care combină elemente de etică hardcore și muzică hardcore mai grea cu influențe ale heavy metalului. Acesta a fost utilizat pentru a se referi la trupele care nu erau pur hardcore și nici pur metal, cum ar fi Earth Crisis, Deadguy și Integrity.

### Thrashcore
De multe ori confundat cu Crossover trash și câteodată cu Thrash metal, este Trashcore-ul. Trashcore (cunoscut și ca fastcore) este un subgen al hardcore punk care a apărut la începutul anilor 1980. Acesta este, în esență, un hardcore punk accelerat, trupele folosind de multe ori blast beats-urile.
Powerviolence s-a desprins din Trashcore, acesta fiind un alt subgen brut și disonant al hardcore punkului.